# Ферзен, Ермолай Егорович
барон Ермолай Егорович Ферзен (Ермолай Георгиевич Ферзен; Герман Густав фон Ферзен; 1742 — после 1801) — русский военачальник, генерал от инфантерии (1799).

## Биография
Выходец из остзейского эстляндского дворянства, из известной семьи фон Ферзен. Образование получил в Санкт-Петербурге, в Сухопутном шляхетском кадетском корпусе, откуда в 1761 году был выпущен прапорщиком в Лейб-гвардии Преображенский полк.
Прослужил в полку вплоть до 1770 года, когда был переведён в Санкт-Петербургский легион с переименованием в подполковники по армии. В 1774 году Ферзен был произведён в полковники. После переформировании легиона продолжил службу в составе Ревельского пехотного полка. Участвовал в войне против барских конфедератов. За отличие был произведён в бригадиры (1779), затем в генерал-майоры (1770), но после окончания боевых действий нового назначения не получил и в 1785 году вышел в отставку.
Как человек, «несправедливо обойдённый по службе» при императрице Екатерине, был охотно принят на службу Павлом. В 1796 году назначен шефом Тобольского мушкетерского полка. Генерал-лейтенант (1797), генерал от инфантерии (1799). После убийства императора Павла I (1801) вторично вышел в отставку.
Ермолай Ферзен был женат на княжне Радзивилл, в первом браке графине Бржостовской.